# Паисий (Понятовский)
Архимандрит Паисий (в миру Пётр Лукич Понятовский, при рождении Михайлов; 1800 — 1879) — архимандрит Русской православной церкви.

## Биография
Родился в октябре 1800 года в слободе Мокашевка Новохоперского уезда в семье диакона Луки Михайлова.
В приходском училище для детей духовного звания в Новохопёрске получил фамилию Понятовский. Учился в воронежских духовных училище и семинарии. В 1827 году окончил Киевскую духовную академию — 6-м магистрантом III курса и был направлен в Нижегородскую духовную семинарию на должность преподавателя словесности и французского языка; был с 1828 года — профессором, с 1842 — инспектором (до 1846 года исполнял должность, а затем был действительным инспектором) и в 1857—1858 годах — ректором. Кроме этого он управлял Оранским (с 1852) и Благовещенским монастырями.
В браке имел пятерых детей. Овдовев, в 1847 году принял монашество с именем Паисий. В 1851 году возведён в сан игумена, в 1852 году — архимандрита. Более 20 лет он был в нижегородской семинарии библиотекарем (1831—1852).
После посещения нижегородской семинарии императором Александром II, 21 августа 1858 года, архимандрит Паисий «был устранен от должности, а потом вскоре и совсем уволен от духовно-учебной службы». В 1859 году он был назначен наместником Густынский монастырь в Полтавской епархии, где и скончался 13 (25) июня 1879 года.